# Pălatca
Pălatca je obec v župě Kluž v Rumunsku. Žije zde přibližně 1 100 obyvatel. Součástí obce jsou i čtyři okolní vesnice.

## Části obce
- Pălatca – 712 obyvatel
- Băgaciu – 46 obyvatel
- Mureșenii de Câmpie – 84 obyvatel
- Petea – 108 obyvatel
- Sava – 183 obyvatel